# Melodi Grand Prix 2023
Melodi Grand Prix 2023 — 61-й випуск Melodi Grand Prix (MGP), щорічного норвезького музичного конкурсу, який є відбором країни для Пісенного конкурсу Євробачення. MGP 2023 був організований норвезьким громадським мовником NRK та складався з трьох півфіналів і фіналу, які проходили протягом січня та лютого 2023 року. Переможницею MGP 2023 стала Алессандра з піснею «Queen of Kings», яка представляла Норвегію на Євробаченні 2023 в Ліверпулі, Велика Британія та посіла п'яте місце.

## Формат
Melodi Grand Prix 2023 складався з трьох півфіналів, які відбулися 14, 21 та 28 січня 2024 року в Screen Studios у Нідалені та фіналу, який пройшов 4 лютого в Trondheim Spektrum.

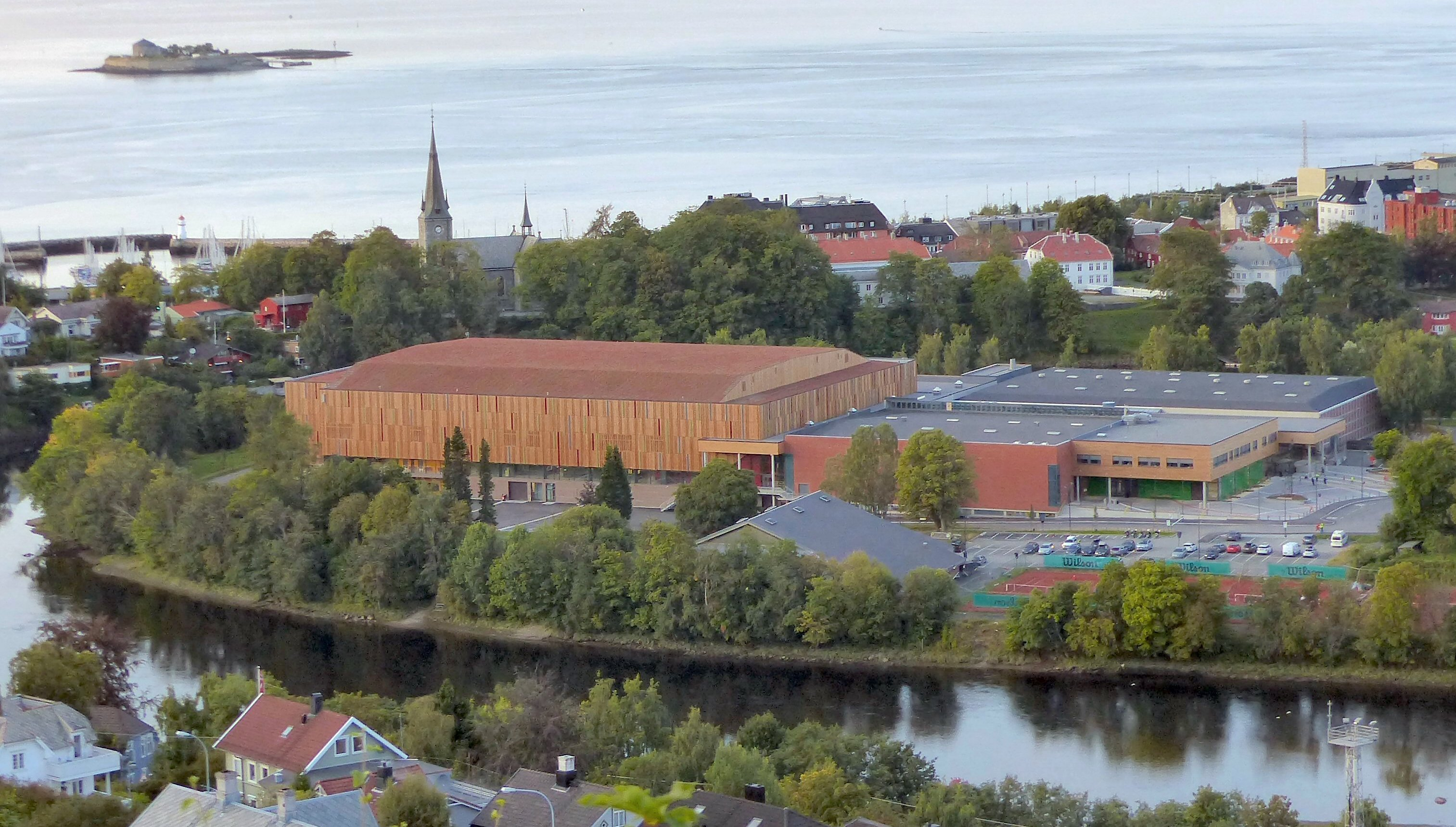
Trondheim Spektrum

З 2020 до 2022 року деякі артисти проходили попередню кваліфікацію до фіналу MGP, але у 2023 році її скасували. Крім того, не було ні дуелей, ні раунду «останнього шансу», а голосування розпочалося після виконання всіма учасниками своїх пісень. Усього в конкурсі брала участь 21 заявка — сім пісень для кожного півфіналу. До фіналу проходили по три виконавці, які набрали найбільшу кількість голосів глядачів. А у фіналі використовувалося голосування міжнародного журі, до якого увійшло п'ять членів з кожної з десяти країн. Бали як журі, так і публіки мали 50 % ваги у виборі переможця.
За словами Стіга Карлсена, який відповідальний за організацію заходу MGP, конкурс «тепер [буде] спрямований на модель змагання, яку легше зрозуміти, і в якій усі артисти змагаються з однакової початкової точки».
У жовтні 2022 року ведучими конкурсу оголосили Аріан Енгебо та Стіан Торбйорнсен.

## Учасники
Через місяць після Пісенного конкурсу Євробачення 2022 норвезький мовник NRK офіційно відкрив прийом авторів пісень для участі в Melodi Grand Prix 2023. Вікно подання було відкритим до 18 вересня 2022 року, кожен автор міг подати до трьох пісень, а в кожній пісні мав бути принаймні один норвезький співавтор, щоб «визначати пріоритети та просувати норвезьку музичну сцену». Окрім відкритого подання, NRK також самостійно шукав можливих учасників шляхом прямого діалогу з норвезькою музичною індустрією, а також через табори з написання пісень, які відбулися в серпні 2022 року.
У жовтні 2022 року стало відомо, що для участі в конкурсі відібрана 21 роботу. Виконавців-конкурсантів оголосили 4 січня, а їхні пісні публікувалися щотижня, починаючи з 9 січня.
| Учасники                     | Пісні                    |
| ---------------------------- | ------------------------ |
| Akuvi                        | «Triumph»                |
| Алехандро Фуентес            | «Fuego»                  |
| Алессандра                   | «Queen of Kings»         |
| Атле Петтерсен               | «Masterpiece»            |
| Б'єрн Олав Едвардсен         | «Turn Off My Heart»      |
| Байрон Вільямс-мол. та Jowst | «Freaky for the Weekend» |
| Ейрік Насс                   | «Wave»                   |
| Еліне Торп                   | «Not Meant to Be»        |
| Ella                         | «Waist»                  |
| Елсі Бей                     | «Love You in a Dream»    |
| JONE                         | «Ekko inni meg»          |
| Кейт Гулбрандсен             | «Tårer i paradis»        |
| Марія Селін                  | «Freya»                  |
| Расмус Талл                  | «Tresko»                 |
| Сандра Лінг                  | «Drøm d bort»            |
| Skrellex                     | «Love Again»             |
| Стіг ван Ейк                 | «Someday»                |
| Swing'it                     | «Prohibition»            |
| Tiril                        | «Break It»               |
| Ульрікке Брендсторп          | «Honestly»               |
| Umami Tsunami                | «Geronimo»               |

## Півфінали

### Півфінал 1
Перший півфінал відбувся 14 січня 2023 року.
     фіналісти
| № | Учасники                  | Пісні                    | Рез.   |
| - | ------------------------- | ------------------------ | ------ |
| 1 | Алессандра                | «Queen of Kings»         | Фінал  |
| 2 | Ейрік Насс                | «Wave»                   | Вибув  |
| 3 | Расмус Талл               | «Tresko»                 | Вибув  |
| 4 | Кейт Гулбрандсен          | «Tårer i paradis»        | Вибула |
| 5 | Umami Tsunami             | «Geronimo»               | Фінал  |
| 6 | Ульрікке Брендсторп       | «Honestly»               | Фінал  |
| 7 | Бойрон-Вільям-мл. & Jowst | «Freaky for the Weekend» | Вибули |

### Півфінал 2
Другий півфінал відбувся 21 січня 2023 року.
     фіналісти
| № | Учасники             | Пісні                 | Рез.   |
| - | -------------------- | --------------------- | ------ |
| 1 | JONE                 | «Ekko inni meg»       | Фінал  |
| 2 | Сандра Лінг          | «Drøm d bort»         | Вибула |
| 3 | Алехандро Фуентес    | «Fuego»               | Вибув  |
| 4 | Swing'it             | «Prohibition»         | Фінал  |
| 5 | Елсі Бей             | «Love You in a Dream» | Фінал  |
| 6 | Ella                 | «Waist»               | Вибула |
| 7 | Б'єрн Олав Едвардсен | «Turn Off My Heart»   | Вибув  |

### Півфінал 3
Третій півфінал відбувся 28 січня 2023 року.
     фіналісти
| № | Учасники       | Пісні             | Рез.   |
| - | -------------- | ----------------- | ------ |
| 1 | Akuvi          | «Triumph»         | Вибув  |
| 2 | Tiril          | «Break It»        | Вибула |
| 3 | Skrellex       | «Love Again»      | Фінал  |
| 4 | Еліне Торп     | «Not Meant to Be» | Фінал  |
| 5 | Стіг ван Ейк   | «Someday»         | Вибув  |
| 6 | Марія Селін    | «Freya»           | Вибула |
| 7 | Атле Петтерсен | «Masterpiece»     | Фінал  |

## Фінал
Фінал відбувся 4 лютого 2023 року. Переможець був обраний 50/50 шляхом публічного телеголосування та міжнародного журі з десяти країн. Окрім конкурсантів, гурт Subwoolfer, що представляв Норвегію на Євробаченні 2022, виступив в інтервал-акті.

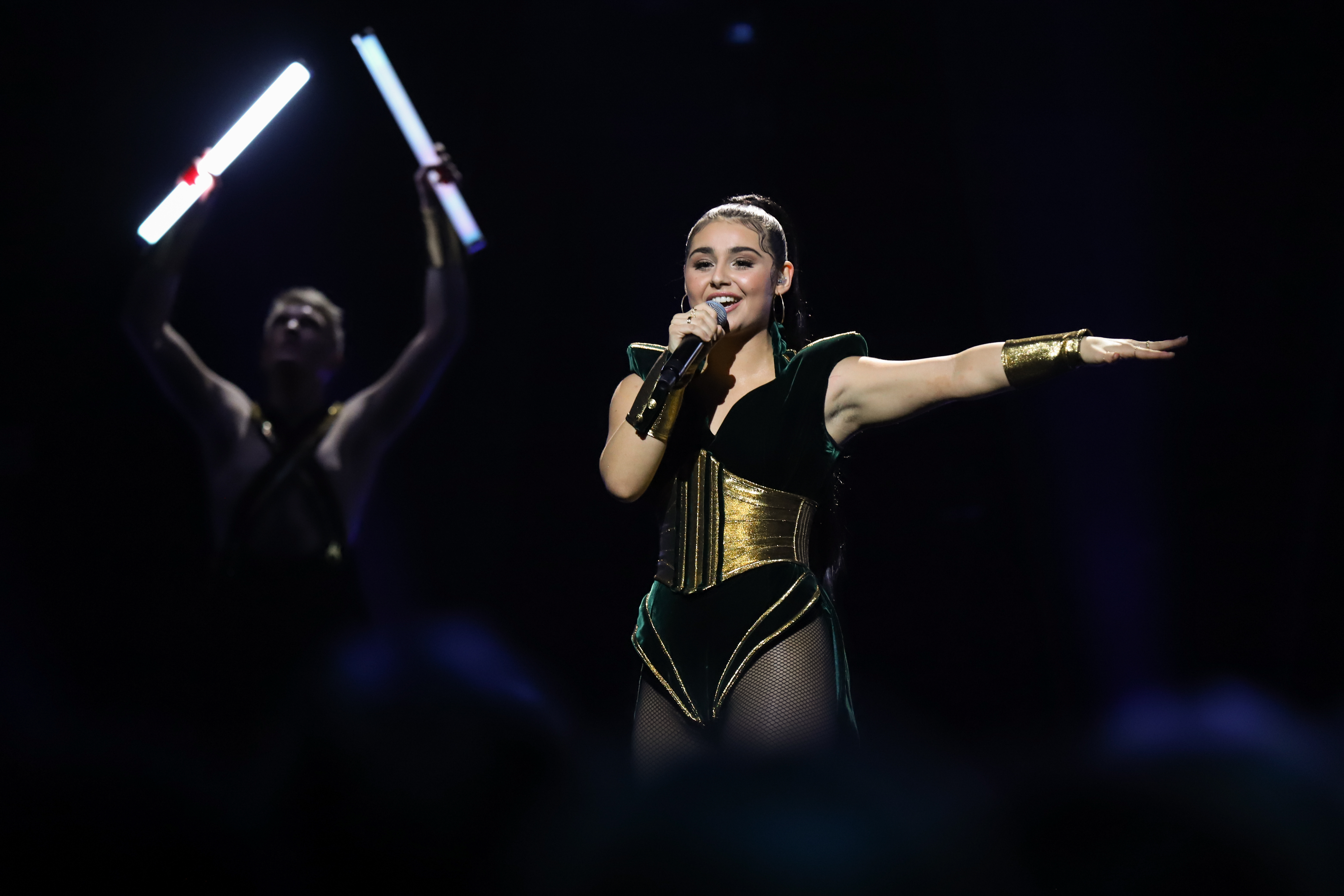
Алессандра, переможниця Melodi Grand Prix 2023

     переможниця
| № | Учасники            | Пісні                 | Бали | Журі | Глядачі | Місце |
| - | ------------------- | --------------------- | ---- | ---- | ------- | ----- |
| 1 | JONE                | «Ekko inni meg»       | 70   | 40   | 30      | 5     |
| 2 | Еліне Торп          | «Not Meant to Be»     | 60   | 42   | 18      | 6     |
| 3 | Skrellex            | «Love Again»          | 54   | 14   | 40      | 7     |
| 4 | Ульрікке Брендсторп | «Honestly»            | 138  | 60   | 78      | 2     |
| 5 | Umami Tsunami       | «Geronimo»            | 49   | 19   | 30      | 9     |
| 6 | Атле Петтерсен      | «Masterpiece»         | 122  | 94   | 28      | 3     |
| 7 | Swing'it            | «Prohibition»         | 51   | 8    | 43      | 8     |
| 8 | Елсі Бей            | «Love You in a Dream» | 83   | 49   | 34      | 4     |
| 9 | Алессандра          | «Queen of Kings»      | 233  | 104  | 129     | 1     |

### Детальні результати голосування міжнародного журі
| № | Пісня                 | Велика Британія | Фінляндія | Азербайджан | Іспанія | Україна | Чехія | Франція | Ісландія | Нідерланди | Швеція |
| - | --------------------- | --------------- | --------- | ----------- | ------- | ------- | ----- | ------- | -------- | ---------- | ------ |
| 1 | «Ekko inni meg»       | 8               | 6         |             | 4       | 4       |       | 4       |          | 6          | 8      |
| 2 | «Not Meant to Be»     | 1               | 1         | 6           | 6       |         | 12    | 2       | 8        | 4          | 2      |
| 3 | «Love Again»          | 2               |           | 2           |         |         |       | 1       | 6        | 2          | 1      |
| 4 | «Honestly»            | 4               | 8         | 1           | 10      | 6       | 8     | 8       | 1        | 8          | 6      |
| 5 | «Geronimo»            |                 | 10        |             |         | 1       | 4     |         | 4        |            |        |
| 6 | «Masterpiece»         | 10              | 4         | 12          | 8       | 10      | 10    | 6       | 12       | 12         | 10     |
| 7 | «Prohibition»         |                 |           | 4           | 1       | 2       | 1     |         |          |            |        |
| 8 | «Love You in a Dream» | 6               | 2         | 8           | 2       | 8       | 6     | 10      | 2        | 1          | 4      |
| 9 | «Queen of Kings»      | 12              | 12        | 10          | 12      | 12      | 2     | 12      | 10       | 10         | 12     |

### Члени міжнародного журі
Членами міжнародного журі стали п'ять представників із кожної з десяти країн.
| Країна          | Журі |
| --------------- | --- |
| Велика Британія | - Еллі Діксон - Алекс Мансуроглу - Саймон Проктор - Сте Софтлі - Намрата Варія                                       |
| Фінляндія       | - Еліас Коскімієc - Вільма Аліна - Матти Мюлляхо - Ая Пууртинен - Софія Руія                                         |
| Азербайджан     | - Айсель Теймурзаде - Діана Гаджиєва - Ельнур Гусейнов - Нігяр Джамал - Іса Меліков                                  |
| Іспанія         | - Наталія Кальдерон - Естефанія Гарсія - Гілле Мостаза - Дангело Ортега - Луїсмі Палао                               |
| Україна         | - Ірина Бубнова - Герман Ненов - Тетяна Семенова - Дмитро Шуров - Оксана Скибінська                                  |
| Чехія           | - Ян Борс - Крістіна Куфалова - Стіліана Димитрова - Антонін Грабал - Криштоф Кодл                                   |
| Франція         | - Себастьян Барке - Мое Беннані - Александра Бушу - Александра Редде-Аміель - Фредерік Валенчак                      |
| Ісландія        | - Сігурдур Торрі Гуннарссон - Вігдіс Гафлідадоттір - Болдвін Снар Глінссон - Хельга Меллер - Карл Ольгейр Олгейрссон |
| Нідерланди      | - Глен Фаріа - Софі Гайлкема - Корне Кляйн - Ларс Лоуренко - Хіла Норзай                                             |
| Швеція          | - Наташа Азармі - Матіас Брідфельт - Наталі Карріон - Роберт Зельберг - Гелен Вігрен                                 |

## Рейтинги
| Шоу        | Дата          | Глядачі (млн) |
| ---------- | ------------- | ------------- |
| Півфінал 1 | 14 січня 2023 | 0,625         |
| Півфінал 2 | 21 січня 2023 | 0,638         |
| Півфінал 3 | 28 січня 2023 | 0,645         |
| Фінал      | 4 лютого 2023 | 0,957         |